# 캐서린 지타존스
캐서린 지타존스(Catherine Zeta-Jones, CBE, 1969년 9월 25일 ~ )는 웨일스의 배우이다.
1981년 연극 《애니》로 데뷔하였다. 2003년 제75회 아카데미 여우조연상, 2010년 제64회 토니상 연기상을 수상하였다.

## 영화
- 1990년 《세라자드》 - 세라자드 역
- 1992년 《크리스토퍼 콜럼버스》
- 1995년 《예카테리나 대제》 - 예카테리나 역
- 1996년 《팬텀》 - 살라 역
- 1996년 《캐서린 제타 존스의 더 그레이트》 - 캐서린 역
- 1996년 《타이타닉》
- 1998년 《블루 쥬스》 - 클로이 역
- 1998년 《마스크 오브 조로》 - 엘레나 몬테로 역
- 1999년 《엔트랩먼트》 - 버지니아 베이커 역
- 1999년 《더 헌팅》 - 테오 역
- 2000년 《사랑도 리콜이 되나요》 - 찰리 니콜슨 역
- 2001년 《트래픽》 - 헬레나 역
- 2001년 《아메리칸 스윗하트》 - 그웬 해리슨 역
- 2003년 《시카고》 - 벨마 켈리 역
- 2003년 《신밧드 : 7대양의 전설》 - 마리나 역 (더빙 목소리 출연)
- 2003년 《참을 수 없는 사랑》 - 마릴린 렉스로스 역
- 2004년 《터미널》 - 아멜리에 역
- 2005년 《오션스 트웰브》 - 이사벨 라히리 역
- 2005년 《레전드 오브 조로》 - 엘레나 역
- 2007년 《사랑의 레시피》 - 케이트 역
- 2008년 《데스 디파잉: 어느 마술사의 사랑》 - 메리 맥가비 역
- 2010년 《사랑은 언제나 진행중》 - 샌디 역
- 2012년 《레이 더 페이버릿》 - 튤립 헤이모위츠 역
- 2012년 《클레오》 - 클레오 역
- 2012년 《락 오브 에이지》 - 패트리샤 위트모어 역
- 2013년 《브로큰 시티》 - 캐틀린 역
- 2013년 《사이드 이펙트》 - 빅토리아 시버트 박사 역
- 2013년 《레드: 더 레전드》 - 카자 역
- 2013년 《당신에게도 사랑이 다시 찾아올까요?》 - 데니스 역
- 2016년 《아빠 부대》 - 로즈 윈터스 역
- 2017년 《마이애미 마약왕: 코카인 갓마더》 - 그리셀다 블랑코 역

## 드라마
- 2017년 MX 일요드라마 《퓨드》 - 올리비아 드 하빌랜드 역
- 2022년 Netflix 드라마 《웬즈데이》 - 모티시아 아담스 역
- 2022년 디즈니+ 드라마 《내셔널 트레져: 숨겨진 이야기》 - 빌리 역

## 공연
- 2002년 《시카고》 - 벨마 켈리 역

## 수상 및 서훈
- 1998년 블록버스터엔터테인먼트어워즈 신인배우상
- 1999년 블록버스터엔터테인먼트어워즈 액션부문 가장좋아하는 여자배우상
- 1999년 제12회 유럽영화상 베스트 유러피안 여우주연상
- 2002년 포닉스비평가협회상 여우조연상
- 2003년 영국이브닝스탠다드어워즈 여우주연상
- 2003년 제8회 크리틱스초이스 여우조연상
- 2003년 제9회 미국배우조합상 영화부문 여우조연상
- 2003년 제56회 영국아카데미시상식 여우조연상
- 2003년 제75회 아카데미시상식 여우조연상
- 2010년 제64회 토니상 뮤지컬부문 여우주연상
- 2010년 드라마데스크어워즈 뮤지컬부문 여우주연상
- 2010년 오우터비평가협회상 뮤지컬부문 여우주연상
- 2010년 대영 제국 훈장 3등급(CBE)